# Nicole Faria
Nicole Estelle Faria (n. 9 februarie 1990, Bengaluru, Karnataka, India) este un fotomodel indian din Bangalore, care a fost încoronată Miss Earth  la data de 4 decembrie 2010. Faria este prima femeie din India care a câștigat acest titlu.
Ea a lucrat ca fotomodel prin anul 2005. Faria apare  printre altele în reviste de modă precum Elle, Cosmopolitan, Vogue. Ea a participat de asemenea la prezentări publicitare a firmelor cosmetice Lakme Fashion Week, Wills India Lifestyle Fashion Week, și Colombo Fashion Week. În noiembrie 2010, Faria a  prezentat într-o reclamă la televiziune pentru calculatoare oraganizată de către "HP Personal Systems" în emisiunea "The Computer is Personal Again". 
Faria a castigat titlul de Miss India, concurs de frumusețe din 2010 care a fost organizat în Mumbai.